# 장이진 (농구인)
장이진(張利鎭, 1917년 10월 28일~?) 혹은 장리진은 대한민국의 농구인이다. 선수 시절 1936년 하계 올림픽과 1948년 하계 올림픽에 각각 일본과 대한민국 대표팀으로 참가했다. 현역 은퇴 후에는 지도자가 되어 대한민국의 여자 농구팀들을 지도했다.

## 생애
당시 일제강점기 시절이었던 평양부에서 태어났다. 
연희전문학교로 진학한 후 학교 농구부에서 선수로 활동했다. 1936년 전일본 선수권 대회에 연희전문학교 농구부로 구성된 조선 대표로 참가하여 우승을 차지했다. 우승 직후 조 리친(일본어: 張 利鎮)이라는 이름으로 다른 한국 선수인 염은현, 이성구와 함께 일본 국가대표팀에 발탁되었다. 1936년 8월에 독일 베를린에서 열린 1936년 하계 올림픽 농구 종목에 출전했으며 일본 대표팀은 폴란드를 꺾고 멕시코에게 패하면서 최종 순위 9위에 올랐다.
연희전문학교 졸업 후에는 릿쿄 대학 경제학부에 진학하여 1941년에 졸업했다. 이후 1945년에 한국이 해방된 후에는 한국 대표팀에 발탁되었으며 1948년에 영국 런던에서 열린 1948년 하계 올림픽에 참가하면서 국제 대회에 복귀했다. 대한민국은 B조 1위로 조별 예선을 통과하였으며 최종 순위 8위에 올랐다. 이듬해인 1949년에는 해병대에 입단하여 군인 생활을 시작했다. 이후 해병대 농구부 창설을 주도했으며 1951년에는 해병대 농구부를 창설하여 감독을 맡았다. 그는 민간인 신분의 선수들을 문관 신분으로 해병대 농구부에 입단시키는 형식으로 농구부 전력을 보충했다.
1954년에는 잠시 선수로 복귀하여 마닐라에서 열린 1954년 아시안 게임에 대한민국 농구 국가대표로 참가하였다. 대한민국팀은 이 대회에서 개최국인 필리핀, 중화민국, 일본 대표팀에 밀려 4위에 올랐다.
선수 생활을 마친 장이진은 해병대 농구부 지도자 활동에 힘썼으며 1955년에는 부산에서 열린 미국 대학 선발팀과의 친선전에서 승리를 거두기도 했다. 1959년 해병대 농구부가 해체되었고 1960년 7월에 중령 계급 신분으로 전역했으며 같은 해에 여자 실업 농구팀인 상업은행 농구단 감독을 맡았으며 당대 한국 최고의 여자 농구 선수인 박신자를 발굴하했다. 이후 1964년에 조흥은행 여자 농구단 감독이 되었으며 1967년에는 대한민국 여자 농구 국가대표팀의 감독이 되어 1967년 세계 선수권 대회 준우승을 달성했다.
1969년에 조흥은행에서 사퇴하여 농구 지도자 경력을 마쳤으며 연도를 알 수 없으나 미국으로 이민을 떠나 그 곳에서 여생을 보냈다.